# Pequeno cão holandês
Pequeno cão holandês[Nota] (em neerlandês:  Kooikerhondje) é uma raça canina europeia proveniente dos Países Baixos. Suas origens podem ser traçadas desde os idos de 1500, quando um exemplar, que pertenceu a Guilherme de Orange, salvou sua vida durante um ataque espanhol. Pintados junto às famílias neerlandesas, acredita-se que estes caninos tenham se originado de spaniels. Aprimorada no século seguinte, a raça tornou-se caçadora de patos. Durante a Primeira Guerra Mundial, a pequeno cão holandês foi quase extinta, sendo recuperada pela dedicação da baronesa van Hardenbroek.